# St.-Anna-Kirche (Schindellegi)

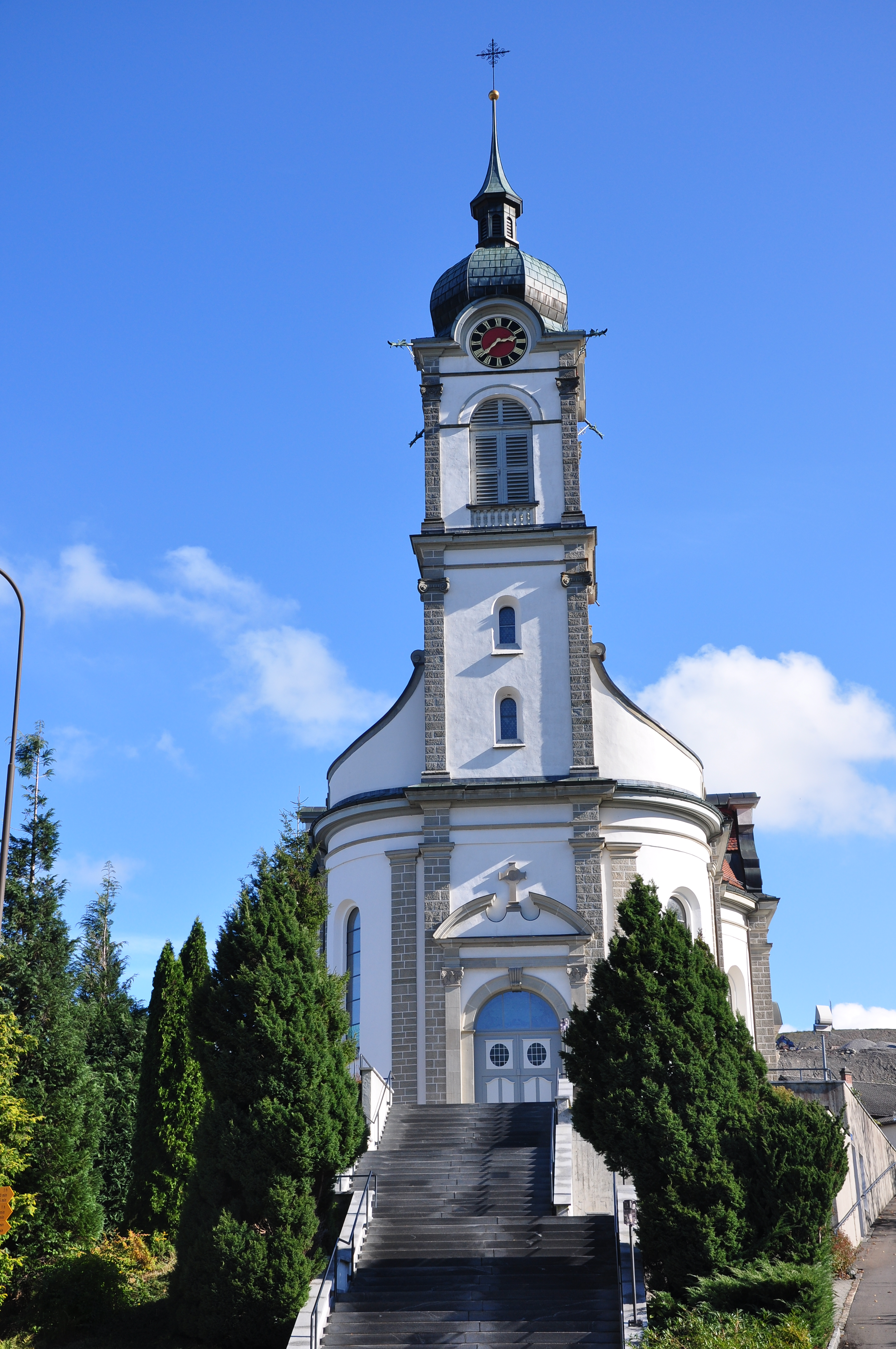

Die Kirche Sankt Anna in Schindellegi wurde in den Jahren 1907 bis 1909 erbaut.
Auf einer Anhöhe gelegen, ist sie weithin sichtbar und bietet von ihrem Vorplatz aus eine Sicht über den Zürichsee.

## Geschichte
Bis zum Jahr 1308 gehörten die Bewohner von Schindellegi zur Peters-und-Pauls-Pfarrkirche auf der Insel Ufenau im Zürichsee. Dann wurde die Kapelle in Freienbach zur Pfarrkirche erhoben. Zu dieser Pfarrei gehörten Schindellegi und Feusisberg bis zum Jahre 1492, ehe Feusisberg das eigene Pfarreirecht bekam und Schindellegi deren Filialkirche wurde.
Eine Sankt-Anna-Kapelle hat es in Schindellegi seit dem zweiten Kappelerkrieg (1531) gegeben. Nach dem Sieg über die Reformierten wurde sie als eine Schlachtkapelle errichtet. Ab dem Jahr 1895 wurde in Schindellegi begonnen, Abgaben für einen Kirchenbau zu sammeln. Im Jahr 1898 gründete sich der Kirchenbauverein Schindellegi und im Jahr 1907 begann der Kirchenbau.

## Bilder

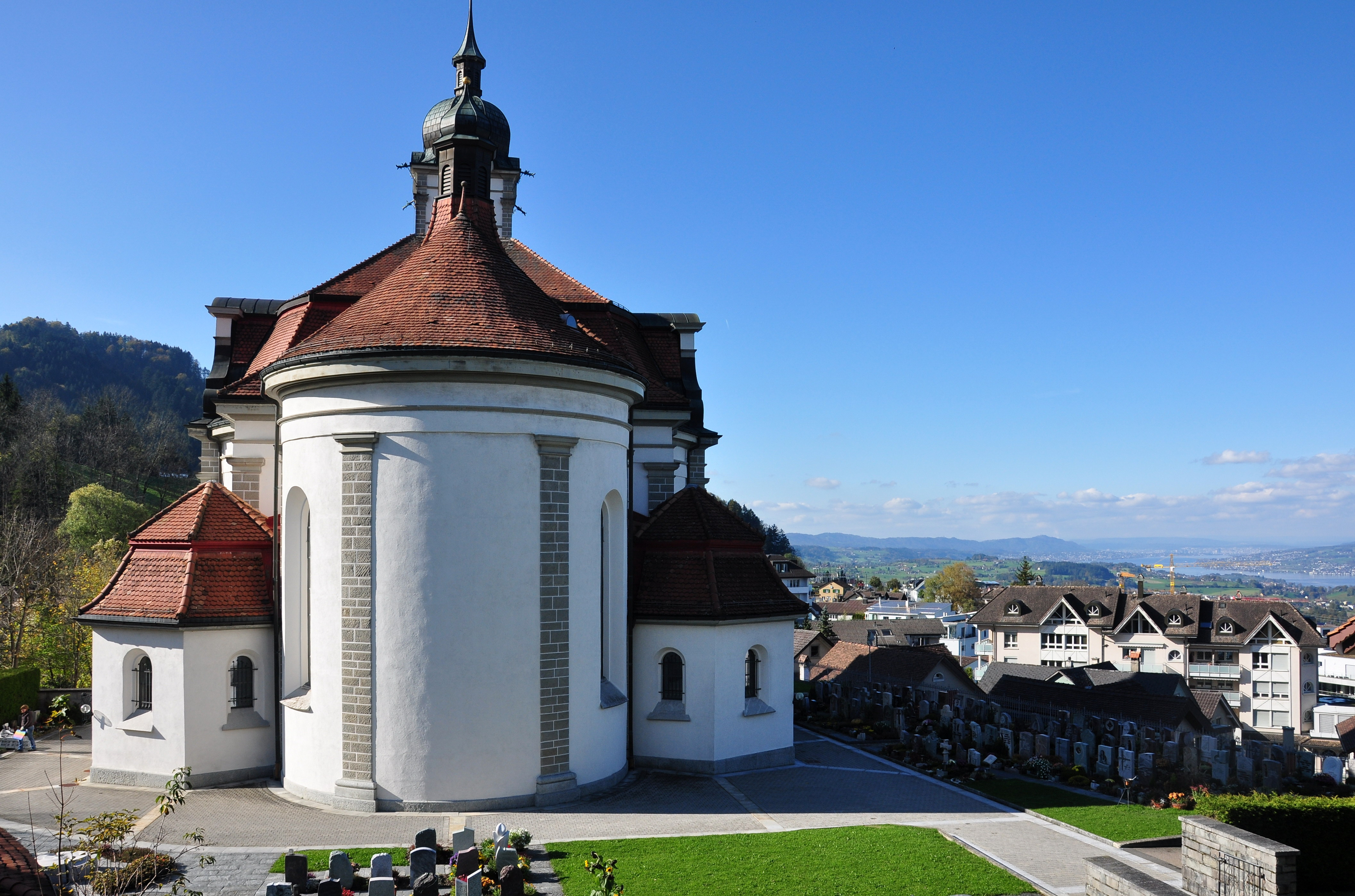
Sicht über Schindellegi mit der Pfarrkirche, im Hintergrund der Zürichsee
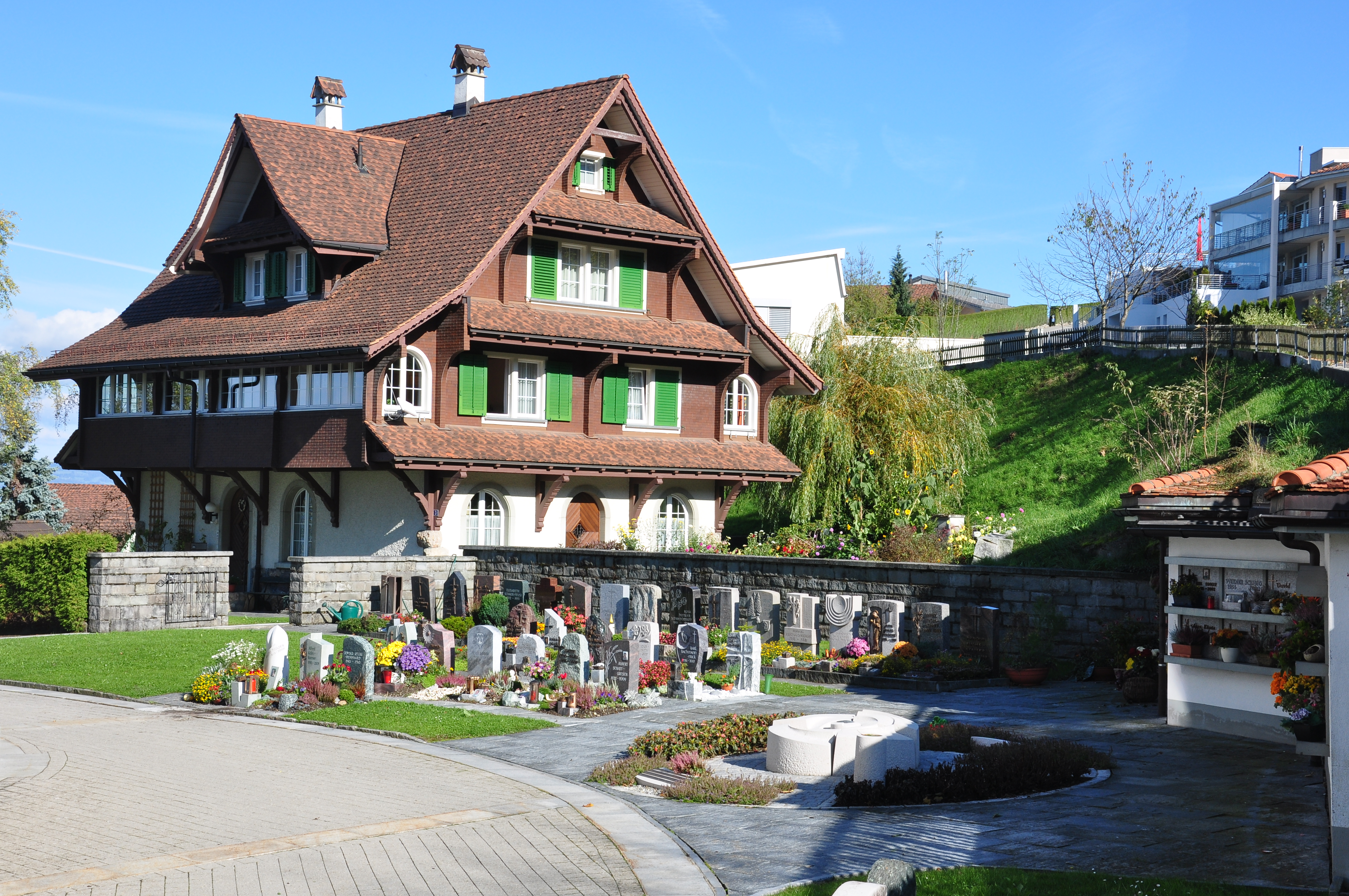
Pfarrhaus und Friedhof
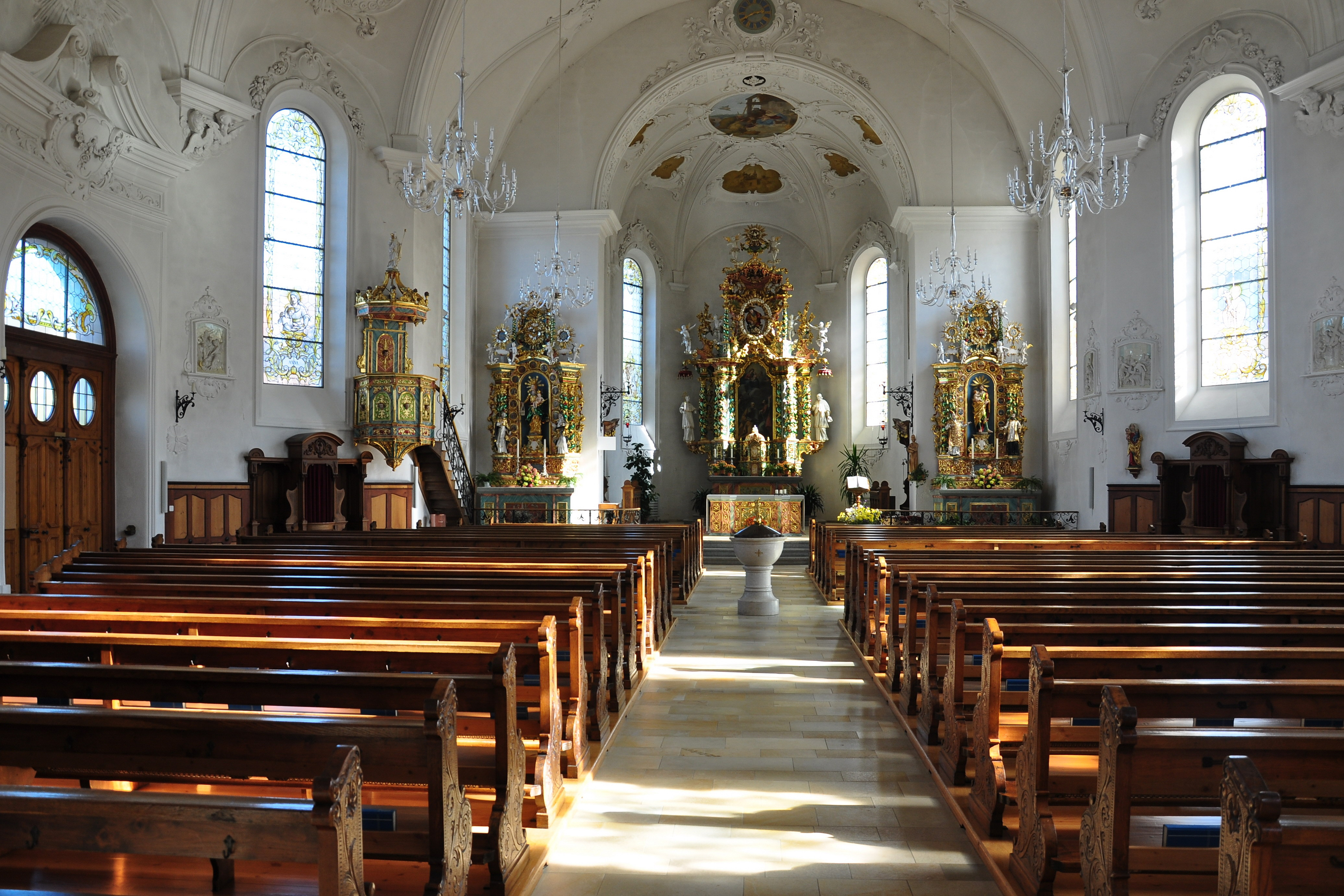
Innenansicht
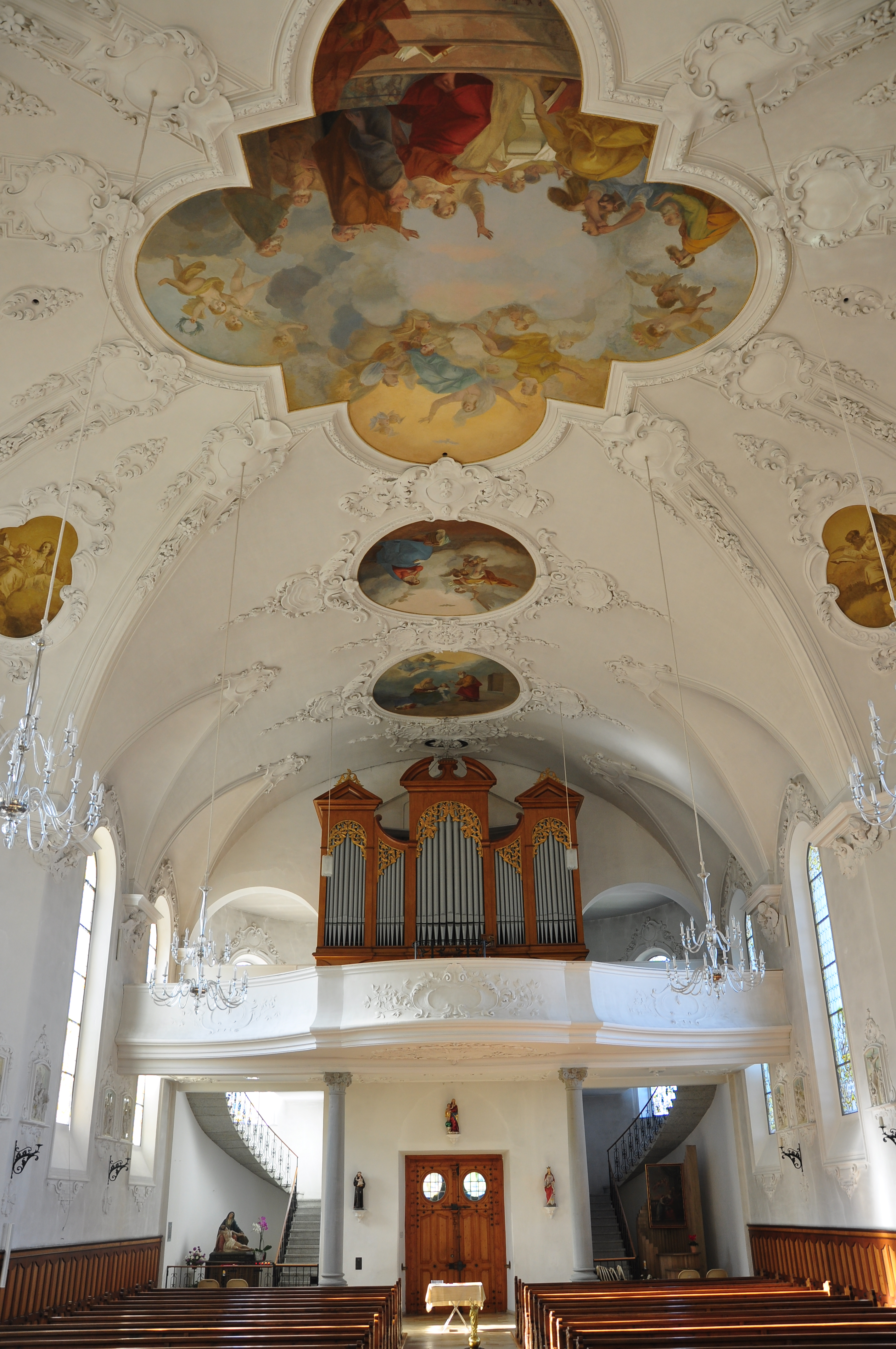
Innenansicht